# Karl Alpiger
Karl Alpiger (ur. 27 kwietnia 1961 w Wildhaus) – szwajcarski narciarz alpejski, dwukrotny medalista mistrzostw świata.

## Kariera
Pierwsze punkty w zawodach w zawodach Pucharu Świata zdobył 27 lutego 1982 roku w Whistler, zajmując 15. miejsce w zjeździe. Na podium zawodów tego cyklu po raz pierwszy stanął 14 lutego 1985 roku w Bad Kleinkirchheim, gdzie wygrał rywalizację w tej samej konkurencji. W zawodach tych wyprzedził swego rodaka Petera Müllera i Austriak Stefana Niederseera. Łącznie jedenaście razy stawał na podium zawodów PŚ, odnosząc przy tym kolejne cztery zwycięstwa: 16 i 18 sierpnia 1985 roku w Las Leñas, 20 marca 1988 roku w Åre i 17 lutego 1989 roku w Aspen był najlepszy w zjeździe. Najlepsze wyniki osiągnął w sezonie 1986/1987, kiedy to zajął jedenaste miejsce w klasyfikacji generalnej. Ponadto w sezonie 1984/1985 zajął trzecie miejsce w klasyfikacji zjazdu.
W 1987 roku wystąpił na mistrzostwach świata w Crans-Montana, gdzie zdobył brązowy medal w zjeździe. Wyprzedzili go jedynie dwaj inni Szwajcarzy: Peter Müller i Pirmin Zurbriggen. Na tej samej imprezie zajął też 21. miejsce w supergigancie. Na rozgrywanych dwa lata później mistrzostwach świata w Vail ponownie był trzeci w zjeździe. Tym razem lepsi okazali się Hans-Jörg Tauscher z RFN i Peter Müller. Nigdy nie wystąpił na igrzyskach olimpijskich. W 1986 roku był mistrzem kraju w zjeździe.
W 1991 roku zakończył karierę. Prowadzi sklep ze sprzętem sportowym "Karl Alpiger Sport" oraz bar WildHouse Schirmbar.

## Osiągnięcia

### Mistrzostwa świata
| Miejsce | Dzień       | Rok  | Miejscowość   | Konkurencja | Czas biegu | Strata | Zwycięzca         |
| ------- | ----------- | ---- | ------------- | ----------- | ---------- | ------ | ----------------- |
| 3.      | 31 stycznia | 1987 | Crans-Montana | Zjazd       | 2:07,80    | +0,40  | Peter Müller      |
| 21.     | 2 lutego    | 1987 | Crans-Montana | Supergigant | 1:19,93    | +3,75  | Pirmin Zurbriggen |
| 3.      | 6 lutego    | 1989 | Vail          | Zjazd       | 2:10,39    | +0,19  | Hansjörg Tauscher |

### Puchar Świata

#### Miejsca w klasyfikacji generalnej
- sezon 1981/1982: 100.
- sezon 1984/1985: 13.
- sezon 1985/1986: 17.
- sezon 1986/1987: 11.
- sezon 1987/1988: 27.
- sezon 1988/1989: 23.
- sezon 1989/1990: 33.
- sezon 1990/1991: 57.

#### Zwycięstwa w zawodach Pucharu Świata
1. Bad Kleinkirchheim – 14 lutego 1985 (zjazd) – 1. miejsce
2. Aspen – 9 marca 1985 (zjazd) – 3. miejsce
3. Las Leñas – 16 sierpnia 1985 (zjazd) – 1. miejsce
4. Las Leñas – 18 sierpnia 1985 (zjazd) – 1. miejsce
5. Crans-Montana – 3 lutego 1986 (kombinacja) – 2. miejsce
6. Las Leñas – 15 sierpnia 1986 (zjazd) – 2. miejsce
7. Wengen – 17 stycznia 1987 (zjazd) – 2. miejsce
8. Aspen – 7 marca 1987 (zjazd) – 3. miejsce
9. Åre – 20 marca 1988 (zjazd) – 1. miejsce
10. Aspen – 17 lutego 1989 (zjazd) – 1. miejsce
11. Hemsedal – 10 marca 1990 (supergigant) – 2. miejsce